# Haffter (Familie)
Bei den Haffter (oder Hafter) handelt es sich um eine Familie von Ärzten aus Weinfelden im Schweizer Kanton Thurgau.

## Geschichte
Wegen ihres reformierten Glaubens kam die Familie Haffter im 16. Jahrhundert von Konstanz in den Thurgau und wurde 1582 in Weinfelden eingebürgert. Durch Verheiratung gelang ihr um 1682 der Einstieg in die einflussreichen Weinfelder Gemeindeämter der Vierer und Richter sowie in den Rat. Bis ins 18. Jahrhundert betrieben die Haffter noch hauptsächlich Landwirtschaft und Rebbau, obwohl mit Martin Haffter bereits ein Vertreter der Familie sehr erfolgreich als Kaufmann tätig war.
Im 19. Jahrhundert setzte sich in mehreren Familienzweigen der soziale Aufstieg ins Bildungsbürgertum fort. In direkter Linie brachten die Haffter bis ins 20. Jahrhundert über Elias Haffter eine Reihe von Apothekern sowie eine eigentliche Dynastie von Ärzten hervor. So war neben dem bekannteren Arzt und Reiseschriftsteller Elias auch sein Bruder Wilhelm (1830–1895) medizinisch tätig und übernahm als Bezirksarzt die Praxis seines Vaters 1861. Dessen Sohn Max Haffter (1870–1943) wurde ebenfalls Arzt und praktizierte zuerst in Weinfelden, dann in Berg und schliesslich in Winterthur. Von Max Haffters vier Kindern sind drei von Bedeutung: Carl Haffter gelangte als Leiter der Psychiatrischen Poliklinik in Basel zu einiger Bekanntheit, während seine Brüder Max Haffter und Heinz Haffter als Anwalt bzw. Altphilologe tätig waren. Daneben ergriffen die Haffter häufig den Juristenberuf.
Mit dem Politiker Johann Konrad Haffter gelang der Familie im 19. Jahrhundert zudem der Aufstieg von der Gemeindepolitik in die kantonalen Ämter. Johann Konrads Tochter Martha Haffter war eine bekannte Kunstmalerin.
Adam Hafter (1834–1914) war Landwirt und zog 1868 nach Zürich, wo er bald als Direktor agierte und später zum Regierungsrat, Kantonsrat und Stadtrat gewählt wurde. Sein Sohn Ernst Hafter wurde ein bedeutender Jurist.